# Daniel Oliveras Carreras
Daniel Oliveras Carreras, né le 11 novembre 1987 à Vilablareix, est un pilote moto catalan spécialisé en rallye-raid. Il est également pilote de camions et copilote dans les catégories auto et SSV, toujours sur parcours tout-terrain.

## Palmarès

### Résultats au Rallye Dakar
| Année | Categorie | Marque   | Position | Victoires d'etapes | Pilote             |
| ----- | --------- | -------- | -------- | ------------------ | ------------------ |
| 2014  | Moto      | Gas Gas  | 36e      | -                  |                    |
| 2015  | Moto      | Gas Gas  | Abd.     | -                  |                    |
| 2016  | Moto      | KTM      | 70e      | -                  |                    |
| 2017  | Moto      | KTM      | 19e      | -                  |                    |
| 2018  | Moto      | KTM      | 9e       | -                  |                    |
| 2019  | SSV       | Can-Am   | 2e       | 1                  | Gerard Farrés      |
| 2020  | Auto      | Borgward | 27e      | -                  | Nani Roma          |
| 2022  | Auto      | Prodrive | 4e       | 1                  | Orlando Terranova  |
| 2023  | Auto      | Toyota   | 7e       | -                  | Juan Cruz Yacopini |
| 2024  | Auto      | Toyota   | 18e      | -                  | Juan Cruz Yacopini |

### Autres
- Baja Aragón 2006 et 2007 : vainqueur en catégorie camion, pilote Mercedes.
- Valongo xtreme 2016 : 2e en catégorie moto.

catégorie autos
- Baja Portalegre 2019 : 2e en tant que copilote de Nani Roma.
- Championnats du monde de Baja 2023 : 4e en tant que copilote de Juan Cruz Yacopini.
- Desafío Ruta 40 2023 : 2e en tant que copilote de Juan Cruz Yacopini.
- Championnats du monde de rallye-raid 2023 : 3e en tant que copilote de Juan Cruz Yacopini.